# Siete santos letrados de Bulgaria
Los siete santos letrados de Bulgaria, también conocidos como los siete santos ilustrados de Bulgaria o los siete apóstoles de Bulgaria, es un grupo compuesto por: Cirilo y Metodio y sus discípulos: Clemente de Ocrida, Naum de Preslav, Sava, Gorazdo y Anguelario, quienes son considerados maestros o ilustradores de los pueblos eslavos, y venerados en por la Iglesia ortodoxa búlgara.

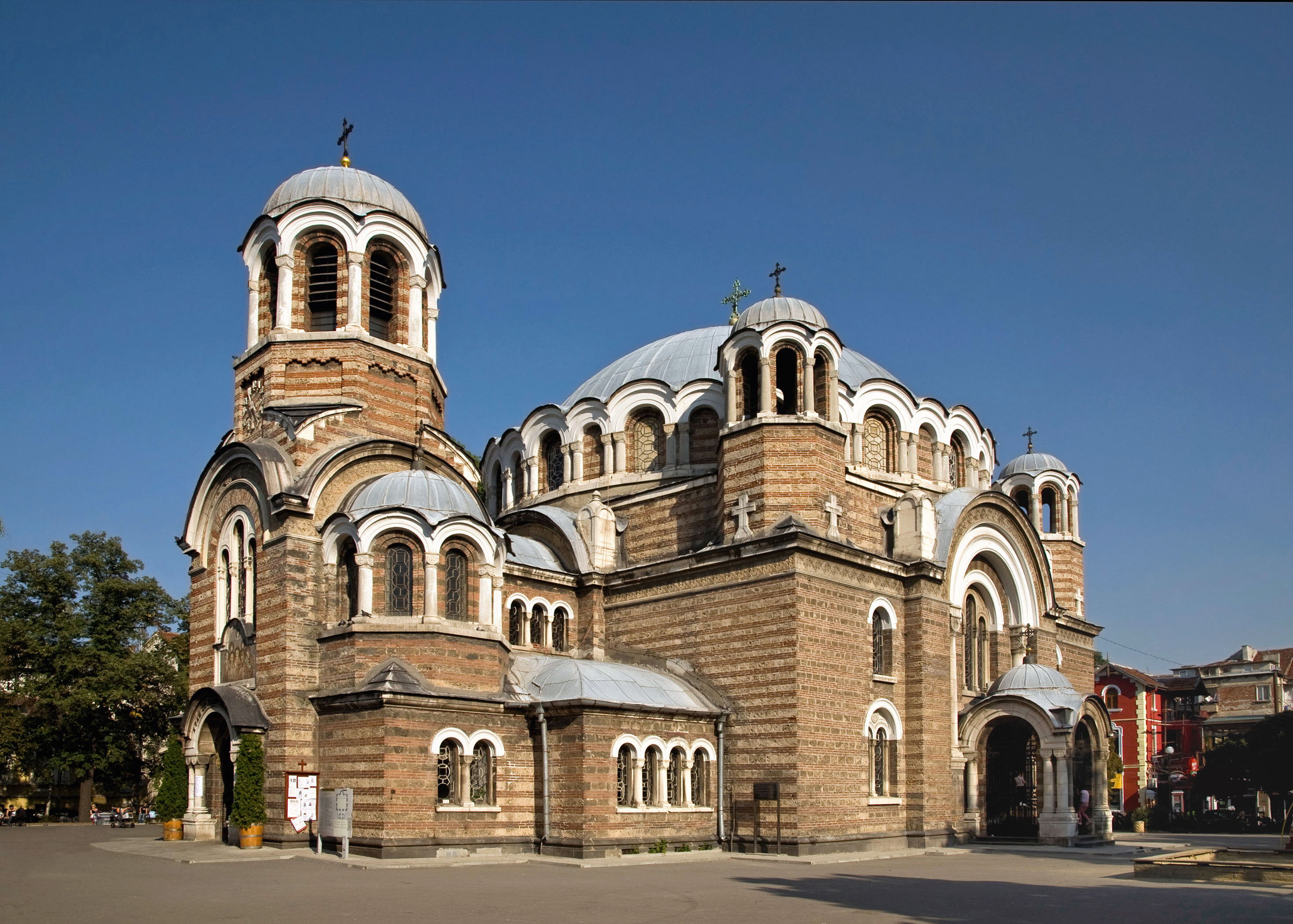
La iglesia de los Siete Santos Letrados es un templo neorrenacentista, de la Iglesia ortodoxa búlgara ubicado en la ciudad de Sofía, en Bulgaria.

## Parque e iglesia de los Siete Santos Letrados
En Sofía existe un parque llamado los Siete Santos Letrados, el que fue un espacio de oración musulmán la Mezquita Negra, posteriormente el templo se consagró a los siete santos de Bulgaria.